# Windsor, Ontario

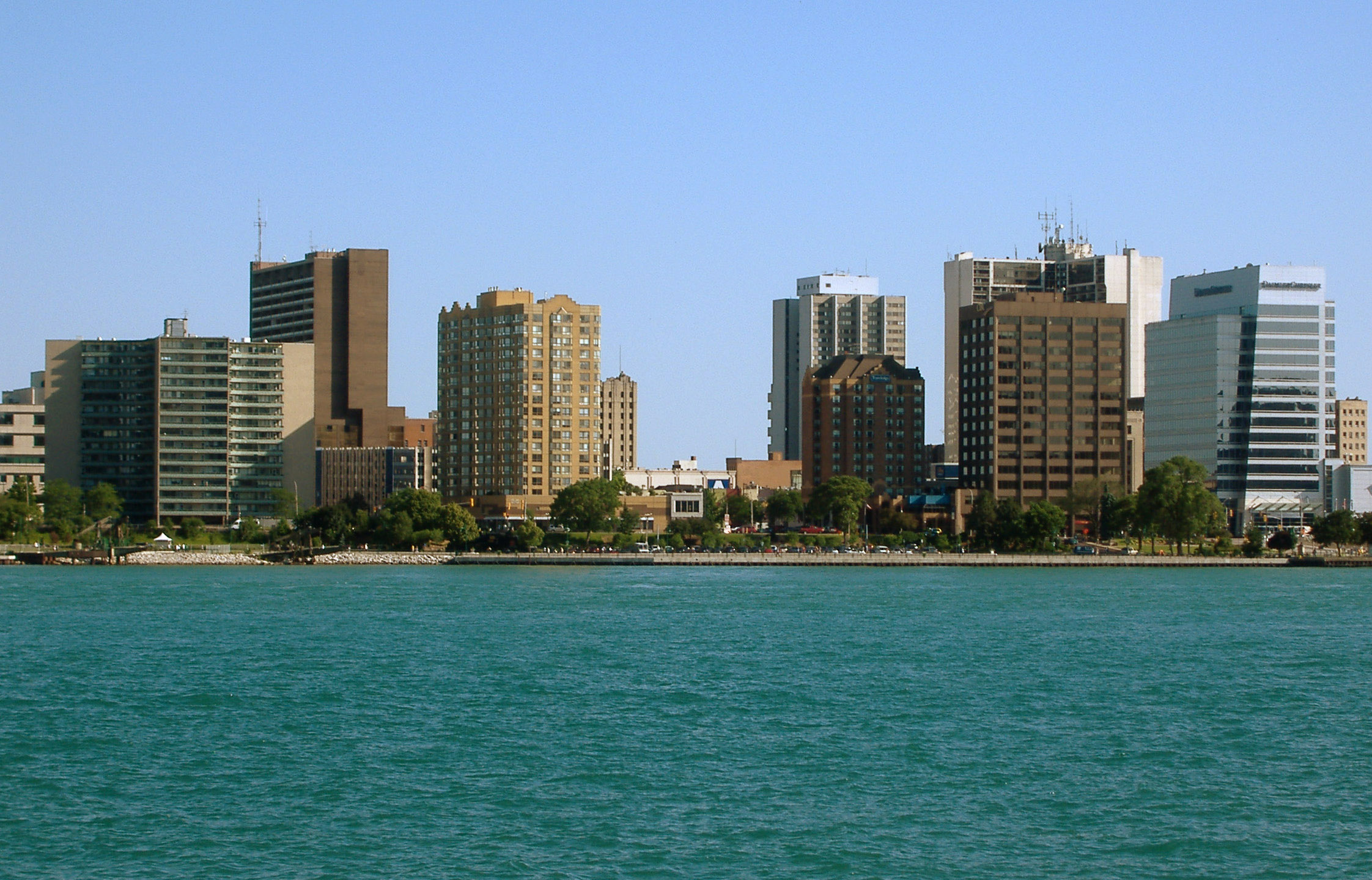
Windsor

Windsor là thành phố cực nam ở Canada và nằm ở Tây Nam Ontario ở cuối phía tây của hành lang đông dân cư, hành lang thành phố Quebec-Windsor. Thành phố nằm bên trong khu vực điều tra dân số Essex, Ontario, mặc dù hành chính tách ra khỏi chính quyền hạt. Ngăn cách bởi sông Detroit, Windsor nằm ở phía nam của Detroit, Michigan ở Hoa Kỳ. Windsor được gọi là Thành phố Hoa hồng và người dân trong tiếng Anh được gọi là Windsorites.

## Khí hậu
| Dữ liệu khí hậu của Windsor (1981−2010)  | Dữ liệu khí hậu của Windsor (1981−2010) | Dữ liệu khí hậu của Windsor (1981−2010) | Dữ liệu khí hậu của Windsor (1981−2010) | Dữ liệu khí hậu của Windsor (1981−2010) | Dữ liệu khí hậu của Windsor (1981−2010) | Dữ liệu khí hậu của Windsor (1981−2010) | Dữ liệu khí hậu của Windsor (1981−2010) | Dữ liệu khí hậu của Windsor (1981−2010) | Dữ liệu khí hậu của Windsor (1981−2010) | Dữ liệu khí hậu của Windsor (1981−2010) | Dữ liệu khí hậu của Windsor (1981−2010) | Dữ liệu khí hậu của Windsor (1981−2010) | Dữ liệu khí hậu của Windsor (1981−2010) |
| Tháng                                    | 1                                       | 2                                       | 3                                       | 4                                       | 5                                       | 6                                       | 7                                       | 8                                       | 9                                       | 10                                      | 11                                      | 12                                      | Năm                                     |
| ---------------------------------------- | --------------------------------------- | --------------------------------------- | --------------------------------------- | --------------------------------------- | --------------------------------------- | --------------------------------------- | --------------------------------------- | --------------------------------------- | --------------------------------------- | --------------------------------------- | --------------------------------------- | --------------------------------------- | --------------------------------------- |
| Chỉ số nóng bức cao kỷ lục               | 18.1                                    | 22.3                                    | 31.3                                    | 35.7                                    | 42.3                                    | 52.1                                    | 50.9                                    | 47.5                                    | 46.9                                    | 39.2                                    | 27.5                                    | 24.1                                    | 52.1                                    |
| Cao kỉ lục °C (°F)                       | 17.8 (64.0)                             | 20.4 (68.7)                             | 26.6 (79.9)                             | 31.1 (88.0)                             | 34.0 (93.2)                             | 40.2 (104.4)                            | 38.3 (100.9)                            | 37.7 (99.9)                             | 37.2 (99.0)                             | 32.2 (90.0)                             | 26.1 (79.0)                             | 19.6 (67.3)                             | 40.2 (104.4)                            |
| Trung bình ngày tối đa °C (°F)           | −0.3 (31.5)                             | 1.1 (34.0)                              | 6.7 (44.1)                              | 14.1 (57.4)                             | 20.4 (68.7)                             | 25.8 (78.4)                             | 28.1 (82.6)                             | 26.9 (80.4)                             | 22.9 (73.2)                             | 15.8 (60.4)                             | 8.8 (47.8)                              | 2.0 (35.6)                              | 14.4 (57.9)                             |
| Trung bình ngày °C (°F)                  | −3.8 (25.2)                             | −2.6 (27.3)                             | 2.3 (36.1)                              | 8.9 (48.0)                              | 15.0 (59.0)                             | 20.5 (68.9)                             | 23.0 (73.4)                             | 22.0 (71.6)                             | 17.9 (64.2)                             | 11.3 (52.3)                             | 5.1 (41.2)                              | −1.2 (29.8)                             | 9.9 (49.8)                              |
| Tối thiểu trung bình ngày °C (°F)        | −7.3 (18.9)                             | −6.3 (20.7)                             | −2.2 (28.0)                             | 3.7 (38.7)                              | 9.5 (49.1)                              | 15.3 (59.5)                             | 17.9 (64.2)                             | 17.1 (62.8)                             | 12.8 (55.0)                             | 6.7 (44.1)                              | 1.4 (34.5)                              | −4.3 (24.3)                             | 5.4 (41.7)                              |
| Thấp kỉ lục °C (°F)                      | −29.1 (−20.4)                           | −23.4 (−10.1)                           | −19.7 (−3.5)                            | −9.5 (14.9)                             | −2.8 (27.0)                             | 2.8 (37.0)                              | 5.6 (42.1)                              | 5.2 (41.4)                              | −1.1 (30.0)                             | −5 (23)                                 | −15.6 (3.9)                             | −23.4 (−10.1)                           | −29.1 (−20.4)                           |
| Chỉ số phong hàn thấp kỷ lục             | −42.4                                   | −36                                     | −27.5                                   | −18                                     | −7.5                                    | 0.0                                     | 0.0                                     | 0.0                                     | 0.0                                     | −11                                     | −25.2                                   | −35.3                                   | −42.4                                   |
| Lượng Giáng thủy trung bình mm (inches)  | 62.1 (2.44)                             | 62.2 (2.45)                             | 70.0 (2.76)                             | 83.0 (3.27)                             | 89.3 (3.52)                             | 86.1 (3.39)                             | 89.2 (3.51)                             | 72.6 (2.86)                             | 93.9 (3.70)                             | 72.6 (2.86)                             | 79.6 (3.13)                             | 74.1 (2.92)                             | 934.6 (36.80)                           |
| Lượng mưa trung bình mm (inches)         | 32.4 (1.28)                             | 35.6 (1.40)                             | 50.9 (2.00)                             | 77.7 (3.06)                             | 89.3 (3.52)                             | 86.1 (3.39)                             | 89.2 (3.51)                             | 72.6 (2.86)                             | 93.9 (3.70)                             | 72.0 (2.83)                             | 74.5 (2.93)                             | 48.3 (1.90)                             | 822.4 (32.38)                           |
| Lượng tuyết rơi trung bình cm (inches)   | 37.2 (14.6)                             | 30.5 (12.0)                             | 20.9 (8.2)                              | 5.8 (2.3)                               | 0.0 (0.0)                               | 0.0 (0.0)                               | 0.0 (0.0)                               | 0.0 (0.0)                               | 0.0 (0.0)                               | 0.6 (0.2)                               | 5.5 (2.2)                               | 28.8 (11.3)                             | 129.3 (50.9)                            |
| Số ngày giáng thủy trung bình (≥ 0.2 mm) | 15.8                                    | 12.3                                    | 13.4                                    | 13.5                                    | 12.5                                    | 11.3                                    | 11.0                                    | 10.2                                    | 10.4                                    | 11.5                                    | 12.7                                    | 14.9                                    | 149.5                                   |
| Số ngày mưa trung bình (≥ 0.2 mm)        | 6.6                                     | 5.6                                     | 9.0                                     | 12.6                                    | 12.5                                    | 11.3                                    | 11.0                                    | 10.2                                    | 10.4                                    | 11.5                                    | 11.0                                    | 8.4                                     | 120.0                                   |
| Số ngày tuyết rơi trung bình (≥ 0.2 cm)  | 12.3                                    | 9.4                                     | 6.6                                     | 2.2                                     | 0.0                                     | 0.0                                     | 0.0                                     | 0.0                                     | 0.0                                     | 0.37                                    | 3.0                                     | 10.1                                    | 44.0                                    |
| Độ ẩm tương đối trung bình (%)           | 80.2                                    | 79.3                                    | 77.3                                    | 76.6                                    | 77.6                                    | 79.5                                    | 81.5                                    | 85.6                                    | 85.2                                    | 81.3                                    | 80.3                                    | 80.6                                    | 80.4                                    |
| Nguồn: Environment Canada                |                                         |                                         |                                         |                                         |                                         |                                         |                                         |                                         |                                         |                                         |                                         |                                         |                                         |